# Rouge-vert-bleu
Pour les articles homonymes, voir RVB.
Ne doit pas être confondu avec CIE RVB.

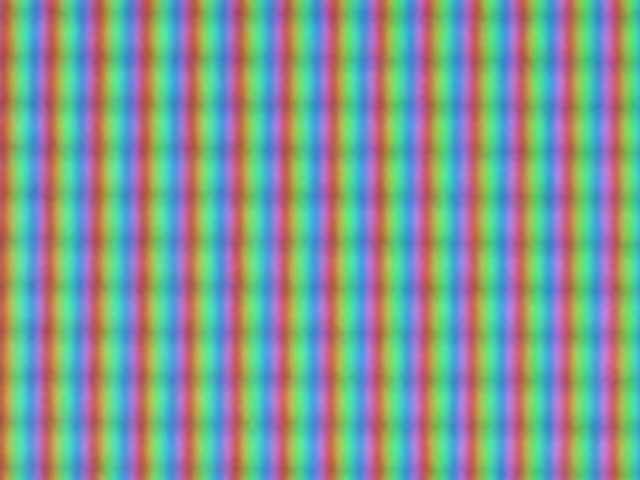
Cellules lumineuses rouge, vert, bleu d'un écran vidéo, en gros plan.

Rouge-vert-bleu ou d'abréviation RVB ou en anglais RGB signifiant red-green-blue, désigne un système de traitement optique, d'affichage électronique et de codage de signal vidéo analogique, ainsi qu'un codage informatique des couleurs. Différentes méthodes basées sur la trichromie permettent de restituer la perception humaine colorée d'une image, en imprimerie, en photographie, en vidéo ou en affichage électronique.
Un téléviseur, un écran vidéo ou d'ordinateur, un vidéoprojecteur reproduisent la couleur par synthèse additive, à partir des trois couleurs primaires : rouge, vert et bleu, termes abrégés en RVB. Le procédé associe à chaque élément constitutif de l'image vidéo, souvent appelé « pixel », une valeur de luminance pour chacune de ces trois couleurs primaires, transmise aux cellules d'un écran à cristaux liquides ou aux luminophores d'un tube cathodique. D'autres paramètres plus proches de l'expérience perceptuelle de la couleur comme la teinte, saturation et luminosité nécessitent un traitement électroniques ou informatique pour reproduire ces valeurs.
La plupart des appareils grand public ou professionnels qui reproduisent des images —  téléviseurs, vidéoprojecteurs, consoles de jeux vidéo, caméras vidéo, caméscopes, cartes d'acquisition vidéo d'ordinateurs — fonctionnent en trichromie et traitent, au moins dans certaines de leurs parties, un signal triple rouge-vert-bleu, bien qu'à d'autres moments, ils emploient d'autres signaux comme YCbCr.

## Description

### Infographie
Dans l'univers infographique, la valeur de chacune des couleurs primaires s'exprime dans un intervalle entre 0 et le maximum, lequel est soit, « 1 » ou « 100 % », soit « 255 » ou 0xFF en valeur hexadécimale.
Le code RVB indique rouge = 100 %, vert = 80 %, bleu = 60 % ; la couleur s'affiche ici en fond
Les trois primaires en quantité égale produisent une valeur de gris ou d'image en noir et blanc et au maximum, génèrent du blanc.
Le code RVB indique rouge = 80 %, vert = 80 %, bleu = 80 % ; le gris s'affiche ici en fond

### Écran vidéo et format RVB
Depuis l'apparition de la télévision en couleur au début des années 1950 jusqu'à l'affichage numérique des écrans plats couleurs à composants de type LED ou OLED au début des années 2000, le même principe d'affichage de type RVB est exploité.

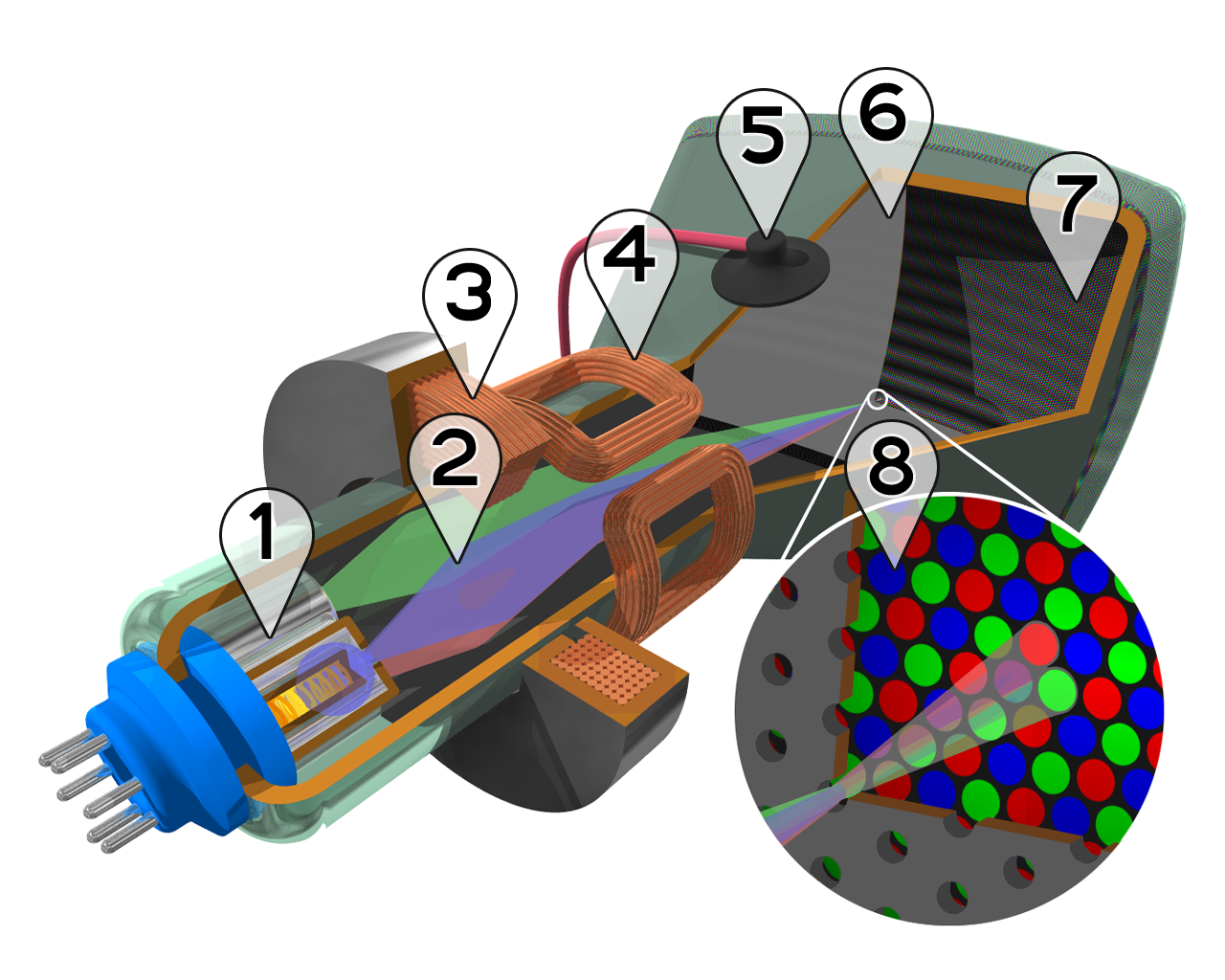
Coupe d'un tube cathodique couleur RVB :
1. Canons à électrons
2. Faisceaux d'électrons
3. Bobine de focalisation
4. Bobine de déviation (balayage)
5. Connexion de l'anode
6. Masque pour séparer les faisceaux pour le Rouge, Bleu et Vert de l'image affichée
7. Couche phosphorescente avec des zones réceptrices pour chaque couleur
8. Gros plan sur la face intérieure de l'écran recouverte de luminophores pour chaque couleur

Dans un téléviseur analogique, le signal vidéocomposite démodulé est électroniquement dématricé en chaque couleur primaire Rouge, Vert et Bleu pour être exploités par le tube cathodique. Un écran plat couleur exploite un principe similaire pour différencier chaque couleur primaire et adresser à chaque pixel composant l'écran, la valeur d'intensité ou de traitement optique permettant de restituer le segment d'image le plus proche du signal couleur d'origine.

### Traitement informatique

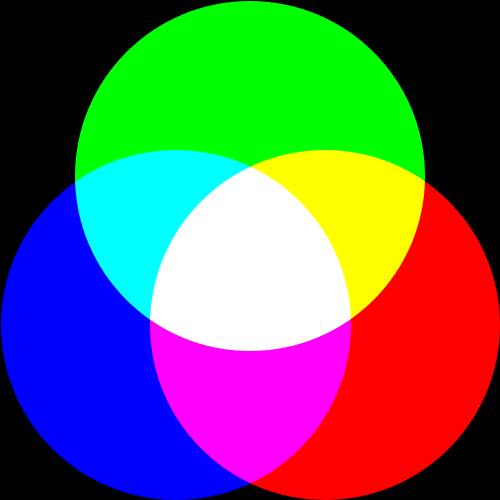
Rouge, vert et bleu s’additionnant aux intersections.

La vision humaine différencie au mieux, un demi-million de couleurs dans des conditions idéales et de l'ordre de 30 000, s'il s'agit de les reconnaître ou les distinguer précisément. La synthèse trichrome exploitée par les écrans informatiques peut reproduire moins de 40 % de ces différentes couleurs. L'informatique utilise des nombres codés en système binaire, par groupes de huit (octet). En attribuant un octet à chacun des canaux de couleur primaire, on obtient un nombre de couleurs tel que deux codes consécutifs, pour une ou plusieurs composantes, ne peuvent pas se distinguer sur un écran correctement réglé. Un octet peut avoir 256 valeurs différentes et c'est pourquoi on code le rouge, le vert et le bleu avec une valeur comprise entre 0 et 255 et c'est de cette façon que l'ordinateur enregistre le code RVB. Le système produit ainsi 256 à la puissance 3 codes de couleur, soit 16 777 216, trente fois le nombre de couleurs différenciables par l'humain dans de bonnes conditions.
Pour satisfaire une préférence de l'utilisateur, on peut exprimer les valeurs en pourcentage ; l'ordinateur réalise discrètement la conversion.

### Dénominations et codes pratiques
Les logiciels d'édition d'image fournissent des outils de sélection visuelle des couleurs ; le code HTML et les langages informatiques peuvent prendre des valeurs de couleur RVB. Dans ce contexte, on utilise l'abréviation anglaise rgb pour red, green, blue.
En HTML, CSS, SVG on écrira, au choix :
- color : rgb(100%,80%,60%)
- color : rgb(255,204,153) puisque 255 × 0,8 = 204 et 255 × 0,6 = 153
- color : #FFCC99 où FF, CC et 99 sont les conversions en système hexadécimal de 255, 204 et 153

Il peut être commode de prendre les valeurs dans une palette couleurs dont on connaît les codes, ou d'utiliser les mots-clés (par exemple lightSalmon, saumon clair, arrive à une couleur proche de celle qui a servi aux exemples) du web, quand on est sûr qu'ils seront reconnus.
Des identifiants des noms de couleur X11 ou de la couleur du Web renvoient aux triplets qui définissent une couleur à l'écran, afin de rendre le code plus expressif. Ces listes, en langue anglaise, ne concernent qu'une petite fraction des couleurs du systèmes

## Limites et inconvénients

### Codage relatif
La synthèse additive ne peut reproduire que les couleurs de chromaticité moindre, que ses primaires; les couleurs sont alors moins intensément colorées. Le système RVB ignore complètement les autres couleurs. Le codage représente la proportion des couleurs primaires à afficher sur l'écran et non, la composition colorimétrique de la couleur. Si on modifie le réglage de l'écran, la couleur est également modifiée. Deux écrans de même fabrication et de même références peuvent afficher deux couleurs significativement différentes, pour le même code. Dans le secteur professionnel, l'étalonnage colorimétrique est censé résoudre ces problématiques.

### Les écarts de couleur
Avec un octet par couleur primaire, le codage RVB fournit 224 couleurs différentes, soit 16 777 216 différents codes. En se basant sur la mesure de la plus petite différence de couleur perceptible par l'œil humain, MacAdam estime que notre vision peut distinguer un demi-million de couleurs. En appliquant les différences de couleur à peine perceptibles, définies par la CIE, un écran standard délivre 200 000 couleurs. D'après ces données, plusieurs dizaines de codes de couleur en moyenne permettent d'obtenir un résultat similaire pour la même perception.
Cependant, la différence de couleur à peine perceptible, varie notamment selon la teinte et la luminosité exploitées conjointement ; le système RVB nécessite davantage de valeurs précises pour chaque primaire, pour chaque écart de couleur à peine perceptible, notamment pour certaines couleurs par rapport à d'autres couleurs.

### Code machine
Le système décrit directement une instruction destinée à l'affichage vidéo informatique RVB. Mais l'être humain n'interprète pas les couleurs de la même façon. Les études de psychologie de la perception subjective des couleurs entreprises dès le XIXe siècle, concluent que trois paramètres  caractérisent a minima, la couleur :
- la « luminosité » ou en électronique « luminance » ;
- la « chromaticité », dite aussi « intensité de la coloration » ou « saturation » ;
- la « teinte », censée situer la couleur dans un champ chromatique.

Ces trois paramètres combinés caractérisent l'appréciation humaine de la couleur, par exemple les expressions : « un vert clair tirant vers le jaune » ou « un bleu sombre et intense ».
Dès 1978, les informaticiens ont élaboré des systèmes de description de couleurs associés plus directement à la perception humaine ; les systèmes Teinte saturation lumière.

## Nombre de couleurs
En 1931, la Commission internationale de l'éclairage définit le système CIE RGB, fondé sur des expériences où on présente des stimulus de couleur, c'est-à-dire des plages de couleur n'étant pas des images, à des individus censés égaliser les couleurs qu'ils perçoivent. Il importe peu que le système soit efficace ; les couleurs primaires d'instrumentation sont monochromatiques et, parmi elles, les couleurs rouge et bleu sont très peu lumineuses. Même dans ces conditions, toutes les couleurs visibles ne peuvent être reconstituées par addition. Quand le résultat n'est pas satisfaisant, on rajoute à la couleur à évaluer, une petite quantité de primaires jusqu'à arriver à la perception d'une équivalence. Pour obtenir sa composition, on effectue alors une opération arithmétique aboutissant à une valeur négative.
Des coordonnées (rouge, vert, bleu) sont associées à toutes les couleurs, en ajoutant ces deux différences au codage informatique :
- les primaires d'instrumentation accusent une très faible efficacité lumineuse; les primaires d'un écran doivent donc être suffisamment efficaces alors que leur production ne doit pas exploiter trop d'énergie ;
- les coefficients d'un système colorimétrique peuvent être négatifs, ce qui n'est pas possible pour ceux de la synthèse additive des couleurs.

Conformément à ce système, on peut positionner les trois points R, V, B correspondant aux trois primaires d'un système de synthèse des couleurs, dans un diagramme de chromaticité. Seules les couleurs figurant dans le triangle peuvent être reconstituées. L'ensemble de ces couleurs représente un gamut ou un espace de couleurs. 
L'espace sRGB représente la synthèse additive effectuée par l'écran d'ordinateur à tube cathodique conforme à l'époque de leur introduction sur le marché. Les primaires doivent faire preuve d'une certaine efficacité lumineuse, obtenue en diminuant leur pureté colorimétrique. Il est impossible de soustraire une couleur primaire car tous les coefficients effectifs sont positifs et l'espace sRGB exploite un gamut restreint, conforme au triangle que définissent dans le diagramme de chromaticité, les points représentatifs des primaires.
L'espace Adobe RGB est défini pour améliorer la correspondance entre écrans et imprimantes pour l'univers du graphisme et de l'image imprimée. Il exploite une gestion de la couleur adaptée, plus cohérente et rigoureuse dans la chaîne numérique. Il s'accompagne de logiciels de conversion adaptés au profil ICC des terminaux (écrans, scanners, imprimantes, flasheuses...).

Gamut sRGB
Gamut Adobe RGB

### Situation des couleurs primaires
La norme sRGB situe les primaires par leurs coordonnées dans l'espace CIE XYZ et spécifie « l'illuminant D65 », ce qui autorise la conversion.
|             | x      | y      | λ        | pureté | efficacité | nuance       |
| ----------- | ------ | ------ | -------- | ------ | ---------- | ------------ |
| Blanc (D65) | 0,3127 | 0,3990 | —        | 0      | 1          | blanc        |
| Rouge       | 0,64   | 0,33   | 611,3 nm | 91,4 % | 0.2126     | rouge-orangé |
| Vert        | 0,30   | 0,60   | 549,2 nm | 85 %   | 0.7152     | vert-jaune   |
| Bleu        | 0,15   | 0,06   | 464,3 nm | 59 %   | 0.0722     | bleu-violet  |

- Les longueurs d'onde dominantes λ sont calculées d'après les fonctions colorimétriques CIE XYZ.
- La pureté indiquée est la pureté colorimétrique.
- Les noms de nuance sont donnés d'après la norme AFNOR X08-010 « Classification méthodique générale des couleurs » (annulée le 30 août 2014)[10].

Les primaires de la représentation chromatique informatique sont celles héritées de la télévision en couleur. Elles résultent d'un compromis entre l'étendue des couleurs exploitables et l'efficacité lumineuse ainsi que des possibilités techniques à l'époque de leur conception. Un rouge plus dense, ou un bleu plus profond, auraient nécessité un surcoût de composants et de conception électronique pour la même perception humaine.
Le vert tirant un peu sur le bleu est complexe à obtenir ; la meilleure pureté colorimétrique pour une longueur d'onde dominante de 510 nm est de 38 %; la couleur obtenue est ainsi métamère du mélange de 38 % de lumière monochromatique de longueur d'onde 510 nm avec l'ajout de 62 % de lumière blanche (illuminant D65). Le choix de privilégier l'espace allant du rouge aux vert se justifie, particulièrement pour les jaunes et orangés, parce que la vision humaine distingue des couleurs avec le plus petit écart de longueur d'onde dominante.